# La canzone del destino
La canzone del destino è un film italiano del 1957 diretto da Marino Girolami.

## Trama

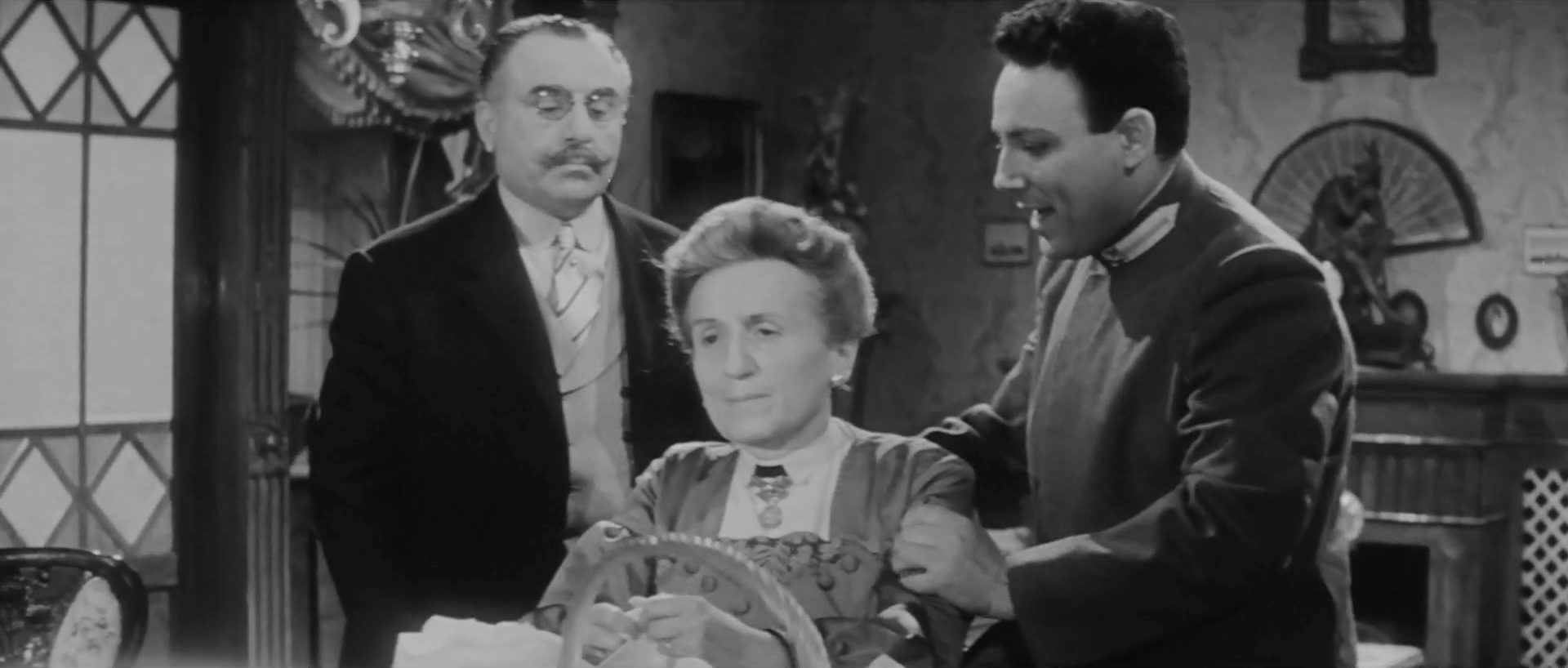
Carlo Campanini, Titina De Filippo e Claudio Villa in una scena del film

Entrambi innamorati della stessa donna, Cesare e Claudio sono fratellastri, ma di carattere molto diverso. Il più serio dei due, Cesare, rinuncia alla ragazza dei suoi sogni a favore del fratello, senza che gli altri sappiano del suo amore. Scoppia la prima guerra mondiale e Cesare, ufficiale di complemento, va al fronte, mentre Claudio riesce a restare civile. Elena si arruola come crocerossina, delusa dal comportamento di Claudio che, a questo punto, decide di arruolarsi pure lui. I due fratellastri si ritrovano, ma non riescono a comprendersi. Durante un'azione, Claudio rimane ferito: viene soccorso da Cesare, il quale però viene colpito mortalmente. Elena capisce il grande amore che l'uomo provava per lei e lo ricorderà con rimpianto.

## Produzione
Il film, a carattere musicale, è ascrivibile al filone dei melodrammi sentimentali strappalacrime, in voga in quegli anni tra il pubblico italiano (sebbene all'epoca entrato nella sua fase calante), in seguito ribattezzato dalla critica con il termine neorealismo d'appendice.
Gli aiuto registi furono Romolo Guerrieri e Franco Rossetti.

## Colonna sonora
- Canzone del destino, di Carlo Innocenzi, Ovidio Sarra e Astro Mari
- Rispetti all'antica, di Armando Gill
- Canzone garibaldina, di Libero Bovio e Rodolfo Falvo
- 'O surdato 'nnammurato, di Enrico Cannio e Aniello Califano
- Canzone appassionata, di E. A. Mario
- Il valzer delle candele, di Cédric Dumont, testo di Alberto Larici e Mauri
- 'A tazza 'e cafè, di Vittorio Fassone e Giuseppe Capaldo
- Un garofano rosso

## Distribuzione
Il film venne distribuito nel circuito cinematografico italiano a partire dal 14 novembre del 1957.

## Accoglienza
Il film fu l'84º incasso al botteghino italiano della stagione cinematografica 1957-1958.